# Tokyo Disneyland
Tokyo Disneyland (東京ディズニーランド Tōkyō Dizunīrando?) là một công viên giải trí rộng 465.000 m² tọa lạc tại Tokyo Disney Resort, Urayasu, Chiba, Nhật Bản, gần Tokyo. Cổng chính nằm kề ga Maihama và ga Tokyo Disneyland. Đây là công viên Disneyland đầu tiên được xây dựng bên ngoài Hoa Kỳ và được khai trương ngày 15 tháng 4 năm 1983. Công viên đã được xây bởi Walt Disney Imagineering theo phong cách như Disneyland ở California và Magic Kingdom ở Florida. Chủ sở hữu là The Oriental Land Company, đơn vị cấp giấy phép cho The Walt Disney Company. Tokyo Disneyland và công viên Tokyo DisneySea, là các công viên Disneyland không thuộc sở hữu của The Walt Disney Company.
Có 7 khu vực chủ đề trong công viên này, một khu vực có phong cách riêng: Adventureland, Westernland, Fantasyland và Tomorrowland, và khu đất mini, Critter Country và Mickey's Toontown. Năm 2009, công viên này đã phục vụ gần 13,65 triệu lượt khách, là công viên chủ đề có lượng khách tham quan lớn thứ 3 thế giới, sau hai công viên Disneyland ở Mỹ, Magic Kingdom và Disneyland.

## Giao thông
Cách dễ dàng nhất để đến Tokyo Disneyland là bằng tàu điện, từ ga trung tâm Tokyo mua vé đi đến ga Maihama, đây là ga nằm ngay lối vào của công viên này.